# Leźno Małe
Leźno Małe – jezioro w woj. kujawsko-pomorskim, w powiecie brodnickim, w gminie Brzozie, leżące na terenie Garbu Lubawskiego.

## Dane morfometryczne
Powierzchnia zwierciadła wody według różnych źródeł wynosi od 28 ha przez 28,5 ha do 33,5 ha.
Zwierciadło wody położone jest na wysokości 130,4 m n.p.m. lub 130 m n.p.m. Średnia głębokość jeziora wynosi 0,8 m lub 1,8 m, natomiast głębokość maksymalna 6,4 m lub 5,7 m. Objętość jeziora według różnych źródeł wynosi 200 tys. m³ lub 995,4 tys. m³.
W oparciu o badania przeprowadzone w 2000 roku wody jeziora zaliczono do III klasy czystości i III kategorii podatności na degradację.
W roku 1992 wody jeziora również zaliczono do wód III klasy czystości.